# Phryxe intacta
Phryxe intacta là một loài ruồi trong họ Tachinidae.